# Австрия на зимних Олимпийских играх 2018
Австрия на зимних Олимпийских играх 2018 года была представлена 105 спортсменами в 5 видах спорта. На церемонии открытия Игр право нести национальный флаг было доверено олимпийской чемпионке в супергиганте горнолыжнице Анне Файт, а на церемонии закрытия — саночнице Маделайн Эгле, ставшей в составе смешанной команды бронзовым призёром в эстафете. По итогам соревнований на счету австрийских спортсменов было 5 золотых, 3 серебряных и 6 бронзовых медалей, что позволило сборной Австрии занять 10-е место в неофициальном медальном зачёте.

## Медали
| Золото  |                                                                                                 |                                                       |            |
| №       | Спортсмены                                                                                      | Вид спорта (дисциплина)                               | Дата       |
| 1       | Давид Гляйршер                                                                                  | Санный спорт (одноместные сани, мужчины)              | 11 февраля |
| 2       | Марсель Хиршер                                                                                  | Горнолыжный спорт (суперкомбинация, мужчины)          | 13 февраля |
| 3       | Маттиас Майер                                                                                   | Горнолыжный спорт (супергигант, мужчины)              | 16 февраля |
| 4       | Марсель Хиршер                                                                                  | Горнолыжный спорт (гигантский слалом, мужчины)        | 18 февраля |
| 5       | Анна Гассер                                                                                     | Сноуборд (биг-эйр, женщины)                           | 22 февраля |
| Серебро |                                                                                                 |                                                       |            |
| №       | Спортсмены                                                                                      | Вид спорта (дисциплина)                               | Дата       |
| 1       | Петер Пенц Георг Фишлер                                                                         | Санный спорт (двухместные сани, мужчины)              | 14 февраля |
| 2       | Анна Файт                                                                                       | Горнолыжный спорт (супергигант, женщины)              | 17 февраля |
| 3       | Катарина Линсбергер Михаэль Матт Катарина Галльхубер Марко Шварц Штефани Бруннер Мануэль Феллер | Горнолыжный спорт (командные соревнования)            | 24 февраля |
| Бронза  |                                                                                                 |                                                       |            |
| №       | Спортсмены                                                                                      | Вид спорта (дисциплина)                               | Дата       |
| 1       | Лукас Клапфер                                                                                   | Лыжное двоеборье (нормальный трамплин/10 км, мужчины) | 14 февраля |
| 2       | Доминик Ландертингер                                                                            | Биатлон (индивидуальная гонка, мужчины)               | 15 февраля |
| 3       | Маделайн Эгле Давид Гляйршер Петер Пенц / Георг Фишлер                                          | Санный спорт (смешанная эстафета)                     | 15 февраля |
| 4       | Катарина Галльхубер                                                                             | Горнолыжный спорт (слалом, женщины)                   | 16 февраля |
| 5       | Михаэль Матт                                                                                    | Горнолыжный спорт (слалом, мужчины)                   | 22 февраля |
| 6       | Вильхельм Денифль Лукас Клапфер Бернхард Грубер Марио Зайдль                                    | Лыжное двоеборье (эстафета, мужчины)                  | 22 февраля |

## Состав сборной
В заявку сборной Австрии для участия в Играх 2018 года вошли 105 спортсменов (65 мужчин и 40 женщины), которые выступят в 12 олимпийских дисциплинах.
 Биатлон
1. Ландертингер
2. Тобиас Эберхард
3. Юлиан Эберхард
4. Симон Эдер
5. Дуня Здоуц
6. Катарина Иннерхофер
7. Лиза Тереза Хаузер

 Бобслей
1. Экемини Бассай
2. Килиан Вальх
3. Маркус Глюк
4. Маркус Заммер
5. Беньямин Майер
6. Дануц-Ион Молдован
7. Марко Рангль
8. Маркус Трайхль
9. Катрин Байерль
10. Валери Кляйзер
11. Виктория Хан
12. Кристина Хенгстер

 Горнолыжный спорт
1. Штефан Бреннштайнер
2. Винсент Крихмайр
3. Маттиас Майер
4. Михаэль Матт
5. Ханнес Райхельт
6. Мануэль Феллер
7. Макс Франц
8. Кристиан Хиршбюль
9. Марсель Хиршер
10. Марко Шварц
11. Штефани Бруннер
12. Катарина Галльхубер
13. Рамона Зибенхофер
14. Катарина Линсбергер
15. Тамара Типплер
16. Анна Файт
17. Штефани Фенир
18. Рикарда Хазер
19. Корнелия Хюттер
20. Бернадетте Шильд
21. Николь Шмидхофер

 Конькобежный спорт
1. Линус Хайдеггер
2. Ванесса Херцог

 Лыжное двоеборье
1. Бернхард Грубер
2. Вильхельм Денифль
3. Марио Зайдль
4. Лукас Клапфер
5. Франц-Йозеф Рерль

 Лыжные гонки
1. Доминик Бальдауф
2. Бернхард Тритшер
3. Макс Хауке
4. Луис Штадлобер
5. Анна Зебахер
6. Лиза Унтервегер
7. Тереза Штадлобер

 Прыжки на лыжах с трамплина
1. Клеменс Айгнер
2. Штефан Крафт
3. Мануэль Феттнер
4. Михаэль Хайбёк
5. Грегор Шлиренцауэр
6. Жаклин Зайфридсбергер
7. Даниэла Ирашко-Штольц
8. Кьяра Хёльцль

 Санный спорт
1. Давид Гляйршер
2. Вольфганг Киндль
3. Лоренц Коллер
4. Петер Пенц
5. Георг Фишлер
6. Томас Штой
7. Райнхард Эггер
8. Биргит Платцер
9. Ханна Прок
10. Маделайн Эгле

 Сноуборд
1. Ханно Душан
2. Бенджамин Карл
3. Себастьян Кислингер
4. Клеменс Миллауэр
5. Александр Пайер
6. Лукас Пахнер
7. Андреас Проммеггер
8. Алессандро Хеммерле
9. Маркус Шайрер
10. Анна Гассер
11. Юлия Дуймовиц
12. Ина Мешик
13. Клаудия Риглер
14. Даниэла Ульбинг

 Скелетон
1. Маттиас Гуггенбергер
2. Янин Флок

 Фигурное катание
1. Северин Кифер
2. Мириам Циглер

 Фристайл
1. Кристоф Варштёттер
2. Роберт Винклер
3. Андреас Голь
4. Адам Каппахер
5. Марко Ладнер
6. Лукас Мюлльауэр
7. Томас Цангерль
8. Лара Вольф
9. Элизабет Грам
10. Андреа Лимбахер
11. Мелани Майлингер
12. Катрин Офнер

Также на Игры были заявлены биатлонисты Свен Гроссеггер и Давид Коматц, горнолыжник Филипп Шёргхофер, однако они не выступили ни в одной из олимпийских дисциплин.

## Результаты соревнований

### Биатлон
Большинство олимпийских лицензий на Игры 2018 года были распределены по результатам выступления стран в зачёт Кубка наций в рамках Кубка мира 2016/2017. По его результатам мужская сборная заняла 5-е место, благодаря чему заработала 6 олимпийских лицензий, а женская сборная, занявшая 13-е место получила право заявить для участия в соревнованиях 5 спортсменок, однако для участия в Играх заявила только трёх. В одной дисциплине страна может выставить не более четырёх биатлонистов.
Мужчины
| Соревнование         | Спортсмены                                                     | Стрельба                             | Время                                     | Место   | Отставание                          |
| -------------------- | -------------------------------------------------------------- | ------------------------------------ | ----------------------------------------- | ------- | ----------------------------------- |
| спринт               | Юлиан Эберхард                                                 | 0+1                                  | 23:47,2                                   | 4       | +8,4                                |
| спринт               | Доминик Ландертингер                                           | 1+0                                  | 24:36,2                                   | 25      | +57,4                               |
| спринт               | Симон Эдер                                                     | 2+0                                  | 24:42,5                                   | 28      | +1:03,7                             |
| спринт               | Тобиас Эберхард                                                | 4+1                                  | 26:24,3                                   | 77      | +2:45,5                             |
| гонка преследования  | Симон Эдер                                                     | 0+0+0+2                              | 34:33,1                                   | 14      | +1:41,4                             |
| гонка преследования  | Юлиан Эберхард                                                 | 0+1+3+2                              | 34:36,9                                   | 15      | +1:45,2                             |
| гонка преследования  | Доминик Ландертингер                                           | 0+0+1+4                              | 36:22,2                                   | 26      | +3:30,5                             |
| индивидуальная гонка | Доминик Ландертингер                                           | 0+0+0+0                              | 48:18,0                                   | 3       | +14,2                               |
| индивидуальная гонка | Симон Эдер                                                     | 1+0+1+0                              | 49:55,8                                   | 11      | +1:52,0                             |
| индивидуальная гонка | Юлиан Эберхард                                                 | 1+1+0+1                              | 50:15,6                                   | 17      | +2:11,8                             |
| индивидуальная гонка | Тобиас Эберхард                                                | 1+1+0+2                              | 53:33,6                                   | 57      | +5:29,8                             |
| масс-старт           | Юлиан Эберхард                                                 | 1+0+1+1                              | 36:18,0                                   | 6       | +30,7                               |
| масс-старт           | Доминик Ландертингер                                           | 0+0+1+0                              | 36:47,3                                   | 12      | +1:00,0                             |
| масс-старт           | Симон Эдер                                                     | 1+0+0+2                              | 37:01,0                                   | 14      | +1:13,7                             |
| эстафета 4×7,5 км    | Тобиас Эберхард Симон Эдер Юлиан Эберхард Доминик Ландертингер | 2+11 0+1 0+2 0+0 0+1 0+1 2+3 0+0 0+3 | 1:18:09,0 19:03,6 18:47,4 19:53,9 20:24,1 | 4 8 3 4 | +2:52,5 +40,0 +16,4 +1:23,0 +2:52,5 |

Женщины
| Соревнование         | Спортсмены          | Стрельба | Время   | Место | Отставание |
| -------------------- | ------------------- | -------- | ------- | ----- | ---------- |
| спринт               | Катарина Иннерхофер | 0+1      | 22:51,5 | 29    | +1:45,3    |
| спринт               | Дуня Здоуц          | 0+0      | 23:21,0 | 48    | +2:14,8    |
| спринт               | Лиза Тереза Хаузер  | 3+1      | 23:58,9 | 62    | +2:52,7    |
| гонка преследования  | Катарина Иннерхофер | 1+2+0+2  | 34:41,2 | 40    | +4:05,9    |
| гонка преследования  | Дуня Здоуц          | 1+3+1+3  | 38:39,1 | 58    | +8:03,8    |
| индивидуальная гонка | Лиза Тереза Хаузер  | 1+1+0+1  | 45:35,4 | 41    | +4:28,2    |
| индивидуальная гонка | Дуня Здоуц          | 1+1+0+0  | 47:09,0 | 58    | +6:01,8    |
| индивидуальная гонка | Катарина Иннерхофер | 2+1+0+2  | 47:34,9 | 60    | +6:27,7    |

Смешанная эстафета
| Соревнование       | Спортсмены                                                       | Стрельба                             | Время                                     | Место          | Отставание                              |
| ------------------ | ---------------------------------------------------------------- | ------------------------------------ | ----------------------------------------- | -------------- | --------------------------------------- |
| смешанная эстафета | Лиза Тереза Хаузер Катарина Иннерхофер Симон Эдер Юлиан Эберхард | 0+14 0+1 0+3 0+2 0+3 0+1 0+0 0+2 0+2 | 1:10:56,3 16:53,8 17:09,9 18:11,5 18:41,1 | 10 16 14 11 10 | +2:22,0 +1:09,7 +2:15,1 +2:11,9 +2:22,0 |

### Бобслей

#### Бобслей
Квалификация спортсменов для участия в Олимпийских играх осуществлялась на основании рейтинга IBSF (англ. IBSF Ranking) по состоянию на 14 января 2018 года. По его результатам сборная Австрии завоевала по две олимпийские лицензии в каждой из дисциплин.
Мужчины
| Соревнование | Спортсмены                                                   | 1 заезд   | 1 заезд | 2 заезд   | 2 заезд | 3 заезд   | 3 заезд | 4 заезд               | 4 заезд               | Итоговый результат | Итоговое место | Отставание |
| Соревнование | Спортсмены                                                   | Результат | Место   | Результат | Место   | Результат | Место   | Результат             | Место                 | Итоговый результат | Итоговое место | Отставание |
| ------------ | ------------------------------------------------------------ | --------- | ------- | --------- | ------- | --------- | ------- | --------------------- | --------------------- | ------------------ | -------------- | ---------- |
| двойки       | Беньямин Майер Маркус Заммер                                 | 49,41     | 9       | 49,47     | 6       | 49,32     | 6       | 49,56                 | 10                    | 3:17,76            | 8              | +0,90      |
| двойки       | Маркус Трайхль Килиан Вальх                                  | 49,67     | 13      | 49,67     | 15      | 49,56     | 13      | 49,66                 | 13                    | 3:18,56            | 15             | +1,70      |
| четвёрки     | Беньямин Майер Килиан Вальх Маркус Заммер Дануц-Ион Молдован | 49,10     | 14      | 49,21     | 5       | 49,03     | 7       | 49,56                 | 4                     | 3:16,90            | 7              | +1,05      |
| четвёрки     | Маркус Трайхль Маркус Глюк Марко Рангль Экемини Бассай       | 49,73     | 23      | 49,83     | 22      | 49,68     | 20      | завершили выступление | завершили выступление | 2:29,24            | 22             | —          |

Женщины
| Соревнование | Спортсмены                       | 1 заезд   | 1 заезд | 2 заезд   | 2 заезд | 3 заезд   | 3 заезд | 4 заезд   | 4 заезд | Итоговый результат | Итоговое место | Отставание |
| Соревнование | Спортсмены                       | Результат | Место   | Результат | Место   | Результат | Место   | Результат | Место   | Итоговый результат | Итоговое место | Отставание |
| ------------ | -------------------------------- | --------- | ------- | --------- | ------- | --------- | ------- | --------- | ------- | ------------------ | -------------- | ---------- |
| двойки       | Кристина Хенгстер Валери Кляйзер | 51,23     | 13      | 51,04     | 9       | 51,00     | 8       | 51,24     | 11      | 3:24,51            | 10             | +2,06      |
| двойки       | Катрин Байерль Виктория Хан      | 51,49     | 18      | 51,41     | 16      | 51,51     | 16      | 51,43     | 15      | 3:25,84            | 17             | +3,39      |

#### Скелетон
Квалификация спортсменов для участия в Олимпийских играх осуществлялась на основании рейтинга IBSF (англ. IBSF Ranking) по состоянию на 14 января 2018 года. По его результатам сборная Австрии стала обдадателем двух олимпийских квот у мужчин и одной у женщин. Позднее австрийцы приняли решение вернуть одну лицензию в мужском скелетоне.
Мужчины
| Соревнование | Спортсмены           | 1 заезд   | 1 заезд | 2 заезд   | 2 заезд | 3 заезд   | 3 заезд | 4 заезд   | 4 заезд | Итоговый результат | Итоговое место | Отставание |
| Соревнование | Спортсмены           | Результат | Место   | Результат | Место   | Результат | Место   | Результат | Место   | Итоговый результат | Итоговое место | Отставание |
| ------------ | -------------------- | --------- | ------- | --------- | ------- | --------- | ------- | --------- | ------- | ------------------ | -------------- | ---------- |
| мужчины      | Маттиас Гуггенбергер | 51,38     | 16      | 51,29     | 17      | 51,81     | 25      | 51,25     | 13      | 3:25,73            | 18             | +5,18      |

Женщины
| Соревнование | Спортсмены | 1 заезд   | 1 заезд | 2 заезд   | 2 заезд | 3 заезд   | 3 заезд | 4 заезд   | 4 заезд | Итоговый результат | Итоговое место | Отставание |
| Соревнование | Спортсмены | Результат | Место   | Результат | Место   | Результат | Место   | Результат | Место   | Итоговый результат | Итоговое место | Отставание |
| ------------ | ---------- | --------- | ------- | --------- | ------- | --------- | ------- | --------- | ------- | ------------------ | -------------- | ---------- |
| женщины      | Янин Флок  | 51,81     | 3       | 52,07     | 3       | 51,92     | 4       | 52,12     | 10      | 3:27,92            | 4              | +0,64      |

### Коньковые виды спорта

#### Конькобежный спорт
По сравнению с прошлыми Играми в программе конькобежного спорта произошёл ряд изменений. Были добавлены соревнвнования в масс-старте, где спортсменам необходимо будет преодолеть 16 кругов, с тремя промежуточными финишами, набранные очки на которых помогут в распределении мест, начиная с 4-го. Также впервые с 1994 года конькобежцы будут бежать дистанцию 500 метров только один раз. Распределение квот происходило по итогам первых четырёх этапов Кубка мира. По их результатам был сформирован сводный квалификационный список, согласно которому сборная Австрии стала обладателем олимпийских квот на пяти дистанциях. Олимпийские лицензии для страны принесли Линус Хайдеггер и Ванесса Херцог.
Мужчины
Масс-старт
| Соревнование | Спортсмены      | Полуфинал | Полуфинал | Полуфинал | Полуфинал | Полуфинал | Финал | Финал | Финал   | Финал |
| Соревнование | Спортсмены      | Забег     | Круги     | Очки      | Время     | Место     | Круги | Очки  | Время   | Место |
| ------------ | --------------- | --------- | --------- | --------- | --------- | --------- | ----- | ----- | ------- | ----- |
| масс-старт   | Линус Хайдеггер | 1         | 16        | 60        | 8:20,46   | 1 Q       | 16    | 6     | 7:52,38 | 6     |

Женщины
Индивидуальные гонки
| Соревнование | Спортсмены     | Результат | Место | Отставание |
| ------------ | -------------- | --------- | ----- | ---------- |
| 500 метров   | Ванесса Херцог | 37,51     | 4     | +0,57      |
| 1000 метров  | Ванесса Херцог | 1:14,47   | 5     | +0,91      |

#### Фигурное катание
Большинство олимпийских лицензий на Игры 2018 года были распределены по результатам выступления спортсменов в рамках чемпионата мира 2017 года. По его результатам австрийская сборная осталась без лицензий. Для неквалифицированных стран последним шансом получить олимпийскую квоту было успешное выступление на турнире Nebelhorn Trophy, где было необходимо попасть в число 6 сильнейших в своей дисциплине. По итогам трёх дней соревнований австрийским спортсменам удалось завоевать только одну лицензию. Её принесли Северин Кифер и Мириам Циглер, занявшие четвёртое место в парном катании. Они же и были выбраны для участия в Олимпийских играх.
| Соревнование   | Спортсмены                    | Короткая программа | Короткая программа | Произвольная программа | Произвольная программа | Всего        | Всего |
| Соревнование   | Спортсмены                    | Сумма баллов       | Место              | Сумма баллов           | Место                  | Сумма баллов | Место |
| -------------- | ----------------------------- | ------------------ | ------------------ | ---------------------- | ---------------------- | ------------ | ----- |
| парное катание | Мириам Циглер / Северин Кифер | 58,80              | 20                 | завершили выступление  | завершили выступление  | 58,80        | 20    |

### Лыжные виды спорта

#### Горнолыжный спорт
Квалификация спортсменов для участия в Олимпийских играх осуществлялась на основании специального квалификационного рейтинга FIS по состоянию на 21 января 2018 года. При этом НОК для участия в Олимпийских играх мог выбрать только того спортсмена, который вошёл в топ-500 олимпийского рейтинга в своей дисциплине, и при этом имел определённое количество очков, согласно квалификационной таблице. Страны, не имеющие участников в числе 500 сильнейших спортсменов, могли претендовать только на квоты категории B в технических дисциплинах. По итогам квалификационного отбора сборная Австрии завоевала максимально возможные 22 олимпийские лицензии.
Мужчины
| Соревнование      | Спортсмены          | Скоростной спуск/ 1 спуск | Скоростной спуск/ 1 спуск | Слалом/ 2 спуск | Слалом/ 2 спуск | Всего   | Место | Отставание |
| Соревнование      | Спортсмены          | Время                     | Место                     | Время           | Место           | Всего   | Место | Отставание |
| ----------------- | ------------------- | ------------------------- | ------------------------- | --------------- | --------------- | ------- | ----- | ---------- |
| скоростной спуск  | Винсент Крихмайр    | не проводится             | не проводится             | не проводится   | не проводится   | 1:41,19 | 7     | +0,94      |
| скоростной спуск  | Маттиас Майер       | не проводится             | не проводится             | не проводится   | не проводится   | 1:41,46 | 9     | +1,21      |
| скоростной спуск  | Макс Франц          | не проводится             | не проводится             | не проводится   | не проводится   | 1:41,75 | 11    | +1,50      |
| скоростной спуск  | Ханнес Райхельт     | не проводится             | не проводится             | не проводится   | не проводится   | 1:41,76 | 12    | +1,51      |
| супергигант       | Маттиас Майер       | не проводится             | не проводится             | не проводится   | не проводится   | 1:24,24 | 1     | +0,00      |
| супергигант       | Винсент Крихмайр    | не проводится             | не проводится             | не проводится   | не проводится   | 1:25,13 | 6     | +0,69      |
| супергигант       | Ханнес Райхельт     | не проводится             | не проводится             | не проводится   | не проводится   | 1:25,40 | 11    | +0,96      |
| супергигант       | Макс Франц          | не проводится             | не проводится             | не проводится   | не проводится   | 1:25,96 | 17    | +1,52      |
| слалом            | Михаэль Матт        | 49,00                     | 12                        | 50,66           | 1               | 1:39,66 | 3     | +0,67      |
| слалом            | Марко Шварц         | 48,62                     | 8                         | 51,57           | 19              | 1:40,19 | 11    | +1,20      |
| слалом            | Мануэль Феллер      | 49,35                     | 16                        | 51,03           | 6               | 1:40,38 | 15    | +1,39      |
| слалом            | Марсель Хиршер      | DNF                       | DNF                       | —               | —               | —       | —     | —          |
| гигантский слалом | Марсель Хиршер      | 1:08,27                   | 1                         | 1:09,77         | 2               | 2:18,04 | 1     | +0,0       |
| гигантский слалом | Штефан Бреннштайнер | 1:10,02                   | 14                        | DNF             | DNF             | —       | —     | —          |
| гигантский слалом | Кристиан Хиршбюль   | DNF                       | DNF                       | —               | —               | —       | —     | —          |
| гигантский слалом | Мануэль Феллер      | DSQ                       | DSQ                       | —               | —               | —       | —     | —          |
| комбинация        | Марсель Хиршер      | 1:20,56                   | 12                        | 45,96           | 1               | 2:06,52 | 1     | +0,00      |
| комбинация        | Марко Шварц         | 1:20,98                   | 19                        | 46,89           | 5               | 2:07,87 | 4     | +1,35      |
| комбинация        | Маттиас Майер       | 1:19,37                   | 3                         | DNF             | DNF             | —       | —     | —          |
| комбинация        | Винсент Крихмайр    | 1:19,96                   | 7                         | DNF             | DNF             | —       | —     | —          |

Женщины
| Соревнование      | Спортсмены          | Скоростной спуск/ 1 спуск | Скоростной спуск/ 1 спуск | Слалом/ 2 спуск | Слалом/ 2 спуск | Всего   | Место | Отставание |
| Соревнование      | Спортсмены          | Время                     | Место                     | Время           | Место           | Всего   | Место | Отставание |
| ----------------- | ------------------- | ------------------------- | ------------------------- | --------------- | --------------- | ------- | ----- | ---------- |
| скоростной спуск  | Рамона Зибенхофер   | не проводится             | не проводится             | не проводится   | не проводится   | 1:40,98 | 10    | +1,76      |
| скоростной спуск  | Николь Шмидхофер    | не проводится             | не проводится             | не проводится   | не проводится   | 1:41,02 | 12    | +1,80      |
| скоростной спуск  | Корнелия Хюттер     | не проводится             | не проводится             | не проводится   | не проводится   | 1:41,04 | 13    | +1,82      |
| скоростной спуск  | Штефани Фенир       | не проводится             | не проводится             | не проводится   | не проводится   | DNF     | DNF   | DNF        |
| супергигант       | Анна Файт           | не проводится             | не проводится             | не проводится   | не проводится   | 1:21,12 | 2     | +0,01      |
| супергигант       | Корнелия Хюттер     | не проводится             | не проводится             | не проводится   | не проводится   | 1:21,54 | 8     | +0,43      |
| супергигант       | Николь Шмидхофер    | не проводится             | не проводится             | не проводится   | не проводится   | 1:22,30 | 18    | +1,19      |
| супергигант       | Тамара Типплер      | не проводится             | не проводится             | не проводится   | не проводится   | 1:22,50 | 21    | +1,39      |
| слалом            | Катарина Галльхубер | 50,12                     | 9                         | 48,83           | 1               | 1:38,95 | 3     | +0,32      |
| слалом            | Бернадетте Шильд    | 49,89                     | 8                         | 50,29           | 9               | 1:40,18 | 7     | +1,55      |
| слалом            | Катарина Линсбергер | 50,43                     | 10                        | 50,14           | 8               | 1:40,57 | 8     | +1,94      |
| слалом            | Штефани Бруннер     | DNF                       | DNF                       | —               | —               | —       | —     | —          |
| гигантский слалом | Анна Файт           | 1:12,43                   | 15                        | 1:09,67         | 10              | 2:22,10 | 12    | +2,08      |
| гигантский слалом | Рикарда Хазер       | 1:13,37                   | 19                        | 1:09,99         | 14              | 2:23,36 | 17    | +3,34      |
| гигантский слалом | Бернадетте Шильд    | 1:14,50                   | 28                        | 1:10,31         | 19              | 2:24,81 | 24    | +4,79      |
| гигантский слалом | Штефани Бруннер     | 1:11,53                   | 9                         | DNF             | DNF             | —       | —     | —          |
| комбинация        | Рамона Зибенхофер   | 1:40,34                   | 4                         | 43,11           | 15              | 2:23,45 | 7     | +2,55      |
| комбинация        | Рикарда Хазер       | 1:41,75                   | 7                         | 43,06           | 14              | 2:24,81 | 13    | +3,91      |
| комбинация        | Штефани Фенир       | DNS                       | DNS                       | —               | —               | —       | —     | —          |

Командные соревнования
Командные соревнования в горнолыжном спорте дебютируют в программе Олимпийских игр. Состав сборной состоит из 4 спортсменов (2 мужчин и 2 женщин). Командный турнир проводится как параллельное соревнование с использованием ворот и флагов гигантского слалома. Победитель каждого индивидуального тура приносит 1 очко своей команде. При равном счёте каждая команда получает по одному очку. Если равный счёт имеет место в конце тура (2:2), команда с лучшим суммарным временем лучшей женщины и лучшего мужчины (или вторыми лучшими, если первые имеют равное время) выигрывает тур.
| Соревнование           | Спортсмены | 1/8 финала                    | 1/4 финала           | Полуфинал            | Финал                 | Место |
| Соревнование           | Спортсмены | Соперник / Результат          | Соперник / Результат | Соперник / Результат | Соперник / Результат  | Место |
| ---------------------- | --- | ----------------------------- | -------------------- | -------------------- | --------------------- | ----- |
| командные соревнования | Катарина Линсбергер Михаэль Матт Катарина Галльхубер Марко Шварц 1/8, SF, F Штефани Бруннер DNS Мануэль Феллер QF | Республика Корея (16) · В 4:0 | Швеция (8) · В 4:0   | Норвегия (4) · В 3:1 | Швейцария (2) · П 1:3 | 2     |

#### Лыжное двоеборье
Лыжное двоеборье остаётся единственной олимпийской дисциплиной в программе зимних Игр, в которой участвуют только мужчины. Квалификация спортсменов для участия в Олимпийских играх осуществлялась на основании специального квалификационного рейтинга FIS по состоянию на 21 января 2018 года. По итогам квалификационного отбора сборная Австрии завоевала максимально возможные 5 олимпийские лицензии.
Мужчины
| Соревнование              | Спортсмены                                                   | Прыжки с трамплина            | Прыжки с трамплина | Лыжная гонка | Лыжная гонка                            | Лыжная гонка | Итоговое время                          | Место           | Отставание                          |
| Соревнование              | Спортсмены                                                   | Результат                     | Место              | Гандикап     | Результат                               | Место        | Итоговое время                          | Место           | Отставание                          |
| ------------------------- | ------------------------------------------------------------ | ----------------------------- | ------------------ | ------------ | --------------------------------------- | ------------ | --------------------------------------- | --------------- | ----------------------------------- |
| нормальный трамплин/10 км | Лукас Клапфер                                                | 122,6                         | 4                  | +0:32        | 24:37,5                                 | 11           | 25:09,5                                 | 3               | +18,1                               |
| нормальный трамплин/10 км | Франц-Йозеф Рерль                                            | 130,6                         | 1                  | +0:00        | 26:29,5                                 | 44           | 26:29,5                                 | 13              | +1:38,1                             |
| нормальный трамплин/10 км | Бернхард Грубер                                              | 88,2                          | 33                 | +2:50        | 24:32,1                                 | 10           | 27:22,1                                 | 20              | +2:30,7                             |
| нормальный трамплин/10 км | Вильхельм Денифль                                            | 92,3                          | 25                 | +2:33        | 25:08,8                                 | 27           | 27:41,8                                 | 29              | +2:50,4                             |
| большой трамплин/10 км    | Вильхельм Денифль                                            | 135,0                         | 3                  | +0:16        | 24:38,6                                 | 34           | 24:54,6                                 | 8               | +1:02,1                             |
| большой трамплин/10 км    | Лукас Клапфер                                                | 123,0                         | 10                 | +1:04        | 24:11,3                                 | 23           | 25:15,3                                 | 9               | +1:22,8                             |
| большой трамплин/10 км    | Марио Зайдль                                                 | 116,5                         | 14                 | +1:30        | 23:51,0                                 | 16           | 25:21,0                                 | 13              | +1:28,5                             |
| большой трамплин/10 км    | Бернхард Грубер                                              | 98,5                          | 30                 | +2:42        | 23:46,3                                 | 14           | 26:28,3                                 | 21              | +2:35,8                             |
| эстафета                  | Вильхельм Денифль Лукас Клапфер Бернхард Грубер Марио Зайдль | 469,5 124,4 114,6 117,9 112,6 | 1 3 1 4            | +0:00        | 47:17,6 11:52,2 11:53,8 11:23,6 12:08,0 | 5 10 5 2 8   | 47:17,6 11:52,2 23:46,0 35:09,6 47:17,6 | · 3 · 2 · 2 · 3 | +1:07,8 +12,4 +42,1 +1:00,3 +1:07,8 |

#### Лыжные гонки
Квалификация спортсменов для участия в Олимпийских играх осуществлялась на основании специального квалификационного рейтинга FIS по состоянию на 21 января 2018 года. Для получения олимпийской лицензии категории «A» спортсменам необходимо было набрать максимум 100 очков в дистанционном рейтинге FIS. При этом каждый НОК может заявить на Игры 1 мужчину и 1 женщины, если они выполнили квалификационный критерий «B», по которому они смогут принять участие в спринте и гонках на 10 км для женщин или 15 км для мужчин. По итогам квалификационного отбора сборная Австрии завоевала 8 олимпийских лицензий, однако затем от одной отказалась.
Мужчины
Дистанционные гонки
| Соревнование              | Спортсмены                                                  | Результат | Место | Отставание |
| ------------------------- | ----------------------------------------------------------- | --------- | ----- | ---------- |
| 15 км свободным стилем    | Макс Хауке                                                  | 35:57,5   | 29    | +2:13,6    |
| 15 км свободным стилем    | Бернхард Тритшер                                            | 36:24,7   | 39    | +2:40,8    |
| 15 км свободным стилем    | Доминик Бальдауф                                            | 36:31,2   | 42    | +2:47,3    |
| скиатлон 15+15 км         | Макс Хауке                                                  | 1:18:44,6 | 27    | +2:24,6    |
| 50 км классическим стилем | Макс Хауке                                                  | 2:20:39,9 | 36    | +12:17,8   |
| 50 км классическим стилем | Бернхард Тритшер                                            | 2:22:47,7 | 42    | +14:25,6   |
| эстафета 4×10 км          | Доминик Бальдауф Макс Хауке Бернхард Тритшер Луис Штадлобер | 1:39:12,9 | 13    | +6:08,0    |

Спринт
| Соревнование     | Спортсмены                        | Квалификация  | Квалификация  | Четвертьфинал        | Четвертьфинал        | Четвертьфинал        | Полуфинал            | Полуфинал            | Полуфинал            | Финал                 | Финал                 | Итоговое место |
| Соревнование     | Спортсмены                        | Результат     | Место         | Заезд                | Результат            | Место                | Заезд                | Результат            | Место                | Результат             | Место                 | Итоговое место |
| ---------------- | --------------------------------- | ------------- | ------------- | -------------------- | -------------------- | -------------------- | -------------------- | -------------------- | -------------------- | --------------------- | --------------------- | -------------- |
| спринт           | Доминик Бальдауф                  | 3:18,54       | 35            | завершил выступление | завершил выступление | завершил выступление | завершил выступление | завершил выступление | завершил выступление | завершил выступление  | завершил выступление  | 35             |
| спринт           | Луис Штадлобер                    | 3:23,01       | 53            | завершил выступление | завершил выступление | завершил выступление | завершил выступление | завершил выступление | завершил выступление | завершил выступление  | завершил выступление  | 53             |
| командный спринт | Бернхард Тритшер Доминик Бальдауф | не проводится | не проводится | не проводится        | не проводится        | не проводится        | 2                    | 16:43,69             | 8                    | завершили выступление | завершили выступление | 16             |

Женщины
Дистанционные гонки
Тереза Штадлобер, занимавшая второе место после 20 км дистанции в масс-старте, совершила ошибку и пошла по не размеченному участку трассы, потеряв тем самым более минуты и лишившись возможности побороться за медали соревнований.
| Соревнование              | Спортсмены       | Результат | Место | Отставание |
| ------------------------- | ---------------- | --------- | ----- | ---------- |
| 10 км свободным стилем    | Тереза Штадлобер | 26:16,1   | 9     | +1:15,6    |
| 10 км свободным стилем    | Анна Зебахер     | 29:11,2   | 61    | +4:10,7    |
| 10 км свободным стилем    | Лиза Унтервегер  | 29:35,2   | 67    | +4:34,7    |
| скиатлон 7,5+7,5 км       | Тереза Штадлобер | 41:11,5   | 7     | +26,6      |
| 30 км классическим стилем | Тереза Штадлобер | 1:26:31,7 | 9     | +4:14,1    |

Спринт
| Соревнование     | Спортсмены                       | Квалификация  | Квалификация  | Четвертьфинал         | Четвертьфинал         | Четвертьфинал         | Полуфинал             | Полуфинал             | Полуфинал             | Финал                 | Финал                 | Итоговое место |
| Соревнование     | Спортсмены                       | Результат     | Место         | Заезд                 | Результат             | Место                 | Заезд                 | Результат             | Место                 | Результат             | Место                 | Итоговое место |
| ---------------- | -------------------------------- | ------------- | ------------- | --------------------- | --------------------- | --------------------- | --------------------- | --------------------- | --------------------- | --------------------- | --------------------- | -------------- |
| спринт           | Лиза Унтервегер                  | 3:34,29       | 50            | завершила выступление | завершила выступление | завершила выступление | завершила выступление | завершила выступление | завершила выступление | завершила выступление | завершила выступление | 50             |
| командный спринт | Лиза Унтервегер Тереза Штадлобер | Не проводится | Не проводится | Не проводится         | Не проводится         | Не проводится         | 1                     | 17:25,98              | 7                     | завершили выступление | завершили выступление | 14             |

#### Прыжки на лыжах с трамплина
Квалификация спортсменов для участия в Олимпийских играх осуществлялась на основании специального квалификационного рейтинга FIS по состоянию на 21 января 2018 года. По итогам квалификационного отбора сборная Австрии завоевала 8 олимпийских лицензий.
Мужчины
| Соревнование         | Спортсмены                                                     | Квалификация  | Квалификация  | Финал                         | Финал     | Финал                         | Финал                | Финал                | Финал                | Итоговое место |
| Соревнование         | Спортсмены                                                     | Результат     | Место         | 1 прыжок                      | 1 прыжок  | 2 прыжок                      | 2 прыжок             | Всего                | Место                | Итоговое место |
| Соревнование         | Спортсмены                                                     | Результат     | Место         | Результат                     | Место     | Результат                     | Место                | Всего                | Место                | Итоговое место |
| -------------------- | -------------------------------------------------------------- | ------------- | ------------- | ----------------------------- | --------- | ----------------------------- | -------------------- | -------------------- | -------------------- | -------------- |
| нормальный трамплин  | Штефан Крафт                                                   | 128,6         | 5 Q           | 122,8                         | 6 Q       | 110,8                         | 16                   | 233,6                | 13                   | 13             |
| нормальный трамплин  | Михаэль Хайбёк                                                 | 112,4         | 26 Q          | 109,2                         | 21 Q      | 110,5                         | 17                   | 219,7                | 17                   | 17             |
| нормальный трамплин  | Грегор Шлиренцауэр                                             | 104,0         | 32 Q          | 108,6                         | 22 Q      | 103,6                         | 22                   | 212,2                | 22                   | 22             |
| нормальный трамплин  | Мануэль Феттнер                                                | 109,4         | 27 Q          | 99,5                          | 29 Q      | 112,2                         | 14                   | 211,7                | 23                   | 23             |
| большой трамплин     | Михаэль Хайбёк                                                 | 126,9         | 5 Q           | 140,4                         | 2 Q       | 127,3                         | 9                    | 267,7                | 6                    | 6              |
| большой трамплин     | Штефан Крафт                                                   | 121,1         | 11 Q          | 130,6                         | 13 Q      | 116,8                         | 21                   | 247,4                | 18                   | 18             |
| большой трамплин     | Клеменс Айгнер                                                 | 98,5          | 27 Q          | 110,0                         | 31        | завершил выступление          | завершил выступление | завершил выступление | завершил выступление | 31             |
| большой трамплин     | Мануэль Феттнер                                                | 84,8          | 40 Q          | 109,8                         | 32        | завершил выступление          | завершил выступление | завершил выступление | завершил выступление | 32             |
| командное первенство | Штефан Крафт Мануэль Феттнер Грегор Шлиренцауэр Михаэль Хайбёк | не проводится | не проводится | 493,7 131,8 109,9 118,0 134,0 | 4 Q 3 6 5 | 531,8 116,7 118,2 111,3 138,5 | 4 5 4 5 1            | 978,4                | 4                    | 4              |

Женщины
| Соревнование        | Спортсмены            | 1 прыжок  | 1 прыжок | 2 прыжок  | 2 прыжок | Всего | Место |
| Соревнование        | Спортсмены            | Результат | Место    | Результат | Место    | Всего | Место |
| ------------------- | --------------------- | --------- | -------- | --------- | -------- | ----- | ----- |
| нормальный трамплин | Даниэла Ирашко-Штольц | 113,3     | 5 Q      | 112,6     | 7        | 225,9 | 6     |
| нормальный трамплин | Кьяра Хёльцль         | 92,2      | 14 Q     | 101,0     | 9        | 193,2 | 11    |
| нормальный трамплин | Жаклин Зайфридсбергер | 93,7      | 13 Q     | 89,8      | 14       | 183,5 | 13    |

#### Сноуборд
По сравнению с прошлыми Играми в программе соревнований произошёл ряд изменений. Вместо параллельного слалома были добавлены соревнования в биг-эйре. Во всех дисциплинах, за исключением мужского сноуборд-кросса, изменилось количество участников соревнований, был отменён полуфинальный раунд, а также в финалах фристайла спортсмены стали выполнять по три попытки. Квалификация спортсменов для участия в Олимпийских играх осуществлялась на основании специального квалификационного рейтинга FIS по состоянию на 21 января 2018 года. Для каждой дисциплины были установлены определённые условия, выполнив которые спортсмены могли претендовать на попадание в состав сборной для участия в Олимпийских играх. По итогам квалификационного отбора сборная Австрии завоевала 14 олимпийских лицензий.
Мужчины
Фристайл
| Соревнование | Спортсмены       | Квалификация | Квалификация | Квалификация | Квалификация | Финал                | Финал                | Финал                | Финал                | Итоговое место |
| Соревнование | Спортсмены       | Заезд        | 1 спуск      | 2 спуск      | Место        | 1 спуск              | 2 спуск              | 3 спуск              | Место                | Итоговое место |
| ------------ | ---------------- | ------------ | ------------ | ------------ | ------------ | -------------------- | -------------------- | -------------------- | -------------------- | -------------- |
| слоупстайл   | Клеменс Миллауэр | 2            | 75,65        | 77,45        | 7            | завершил выступление | завершил выступление | завершил выступление | завершил выступление | 13             |
| биг-эйр      | Клеменс Миллауэр | 1            | 39,25        | 47,00        | 16           | завершил выступление | завершил выступление | завершил выступление | завершил выступление | 31             |

Сноуборд-кросс
| Соревнование   | Спортсмены          | Квалификация | Квалификация  | Квалификация | 1/8 финала           | 1/8 финала           | Четвертьфинал        | Четвертьфинал        | Полуфинал            | Полуфинал            | Финал                | Итоговое место |
| Соревнование   | Спортсмены          | 1 спуск      | 2 спуск       | Место        | Заезд                | Место                | Заезд                | Место                | Заезд                | Место                | Место                | Итоговое место |
| -------------- | ------------------- | ------------ | ------------- | ------------ | -------------------- | -------------------- | -------------------- | -------------------- | -------------------- | -------------------- | -------------------- | -------------- |
| сноуборд-кросс | Алессандро Хеммерле | 1:15,03      | не участвовал | 24 Q         | 2                    | 1 Q                  | 1                    | 3 Q                  | 1                    | 5 QB                 | Малый                | 7              |
| сноуборд-кросс | Алессандро Хеммерле | 1:15,03      | не участвовал | 24 Q         | 2                    | 1 Q                  | 1                    | 3 Q                  | 1                    | 5 QB                 | 1                    | 7              |
| сноуборд-кросс | Маркус Шайрер       | 1:14,56      | не участвовал | 17 Q         | 1                    | 3 Q                  | 1                    | DNF                  | завершил выступление | завершил выступление | завершил выступление | 22             |
| сноуборд-кросс | Ханно Душан         | 1:14,53      | не участвовал | 16 Q         | 1                    | 4                    | завершил выступление | завершил выступление | завершил выступление | завершил выступление | завершил выступление | 27             |
| сноуборд-кросс | Лукас Пахнер        | 1:16,99      | 1:17,48       | 38           | завершил выступление | завершил выступление | завершил выступление | завершил выступление | завершил выступление | завершил выступление | завершил выступление | 39             |

Слалом
| Соревнование                   | Спортсмены          | Квалификация | Квалификация | Квалификация | Квалификация | 1/8 финала                    | Четвертьфинал            | Полуфинал            | Финал                | Место |
| Соревнование                   | Спортсмены          | Синий курс   | Красный курс | Всего        | Место        | Соперник Результат            | Соперник Результат       | Соперник Результат   | Соперник Результат   | Место |
| ------------------------------ | ------------------- | ------------ | ------------ | ------------ | ------------ | ----------------------------- | ------------------------ | -------------------- | -------------------- | ----- |
| параллельный гигантский слалом | Бенджамин Карл      | 43,21        | 42,12        | 1:25,33      | 6 Q          | AUTА. Проммеггер (11) В -0,29 | KORЛи Сан Хо (3) П +0,94 | завершил выступление | завершил выступление | 5     |
| параллельный гигантский слалом | Александр Пайер     | 42,43        | 42,87        | 1:25,30      | 5 Q          | ITAЭ. Коратти (12) П +0,33    | завершил выступление     | завершил выступление | завершил выступление | 9     |
| параллельный гигантский слалом | Себастьян Кислингер | 43,47        | 42,12        | 1:25,59      | 10 Q         | GERШ. Баумайстер (7) П +0,22  | завершил выступление     | завершил выступление | завершил выступление | 11    |
| параллельный гигантский слалом | Андреас Проммеггер  | 42,20        | 43,47        | 1:25,67      | 11 Q         | AUTБ. Карл (6) П +0,29        | завершил выступление     | завершил выступление | завершил выступление | 12    |

Женщины
Фристайл
| Соревнование | Спортсмены  | Квалификация | Квалификация | Квалификация | Квалификация | Финал   | Финал   | Финал   | Финал | Итоговое место |
| Соревнование | Спортсмены  | Заезд        | 1 спуск      | 2 спуск      | Место        | 1 спуск | 2 спуск | 3 спуск | Место | Итоговое место |
| ------------ | ----------- | ------------ | ------------ | ------------ | ------------ | ------- | ------- | ------- | ----- | -------------- |
| слоупстайл   | Анна Гассер | отменена     | отменена     | отменена     | отменена     | 42,05   | 46,56   | отменён | 15    | 15             |
| биг-эйр      | Анна Гассер | 1            | 88,25        | 98,00        | 1 Q          | JNS     | 89,00   | 96,00   | 1     | 1              |

Слалом
| Соревнование                   | Спортсмены      | Квалификация | Квалификация          | Квалификация          | Квалификация          | 1/8 финала                    | Четвертьфинал                | Полуфинал             | Финал                 | Место |
| Соревнование                   | Спортсмены      | Синий курс   | Красный курс          | Всего                 | Место                 | Соперник Результат            | Соперник Результат           | Соперник Результат    | Соперник Результат    | Место |
| ------------------------------ | --------------- | ------------ | --------------------- | --------------------- | --------------------- | ----------------------------- | ---------------------------- | --------------------- | --------------------- | ----- |
| параллельный гигантский слалом | Даниэла Ульбинг | 47,07        | 46,00                 | 1:33,07               | 8 Q                   | OARМ. Быкова (9) В −0,52      | CZEЭ. Ледецкая (1) П +0,97   | завершила выступление | завершила выступление | 7     |
| параллельный гигантский слалом | Ина Мешик       | 46,21        | 47,02                 | 1:33,23               | 13 Q                  | GERК. Лангенхорст (4) В −0,02 | GERР. Хофмайстер (5) П +0,78 | завершила выступление | завершила выступление | 8     |
| параллельный гигантский слалом | Юлия Дуймовиц   | 45,95        | 47,21                 | 1:33,16               | 11 Q                  | JPNТ. Такэути (6) П +0,17     | завершила выступление        | завершила выступление | завершила выступление | 12    |
| параллельный гигантский слалом | Клаудия Риглер  | DNF          | завершила выступление | завершила выступление | завершила выступление | завершила выступление         | завершила выступление        | завершила выступление | завершила выступление | —     |

#### Фристайл
По сравнению с прошлыми Играми изменения произошли в хафпайпе и слоупстайле. Теперь в финалах этих дисциплин фристайлисты стали выполнять по три попытки, при этом итоговое положение спортсменов по-прежнему определяется по результату лучшей из них. Квалификация спортсменов для участия в Олимпийских играх осуществлялась на основании специального квалификационного рейтинга FIS по состоянию на 21 января 2018 года. Для каждой дисциплины были установлены определённые условия, выполнив которые спортсмены могли претендовать на попадание в состав сборной для участия в Олимпийских играх. По итогам квалификационного отбора сборная Австрии завоевала 12 олимпийских лицензий.
Мужчины
Парк и пайп
| Соревнование | Спортсмены      | Квалификация | Квалификация | Квалификация | Финал                | Финал                | Финал                | Финал                | Итоговое место |
| Соревнование | Спортсмены      | 1 заезд      | 2 заезд      | Место        | 1 заезд              | 2 заезд              | 3 заезд              | Место                | Итоговое место |
| ------------ | --------------- | ------------ | ------------ | ------------ | -------------------- | -------------------- | -------------------- | -------------------- | -------------- |
| хафпайп      | Андреас Голь    | 68,60        | 31,60        | 12 Q         | 14,60                | 46,00                | 68,80                | 8                    | 8              |
| хафпайп      | Лукас Мюлльауэр | 17,00        | 63,60        | 16           | завершил выступление | завершил выступление | завершил выступление | завершил выступление | 16             |
| хафпайп      | Марко Ладнер    | 54,20        | 39,40        | 21           | завершил выступление | завершил выступление | завершил выступление | завершил выступление | 21             |

Ски-кросс
| Соревнование | Спортсмены         | Квалификация | Квалификация | 1/8 финала | 1/8 финала | Четвертьфинал        | Четвертьфинал        | Полуфинал            | Полуфинал            | Финал                | Итоговое место |
| Соревнование | Спортсмены         | Результат    | Место        | Заезд      | Место      | Заезд                | Место                | Заезд                | Место                | Место                | Итоговое место |
| ------------ | ------------------ | ------------ | ------------ | ---------- | ---------- | -------------------- | -------------------- | -------------------- | -------------------- | -------------------- | -------------- |
| ски-кросс    | Томас Цангерль     | 1:10,96      | 28 Q         | 3          | 2 Q        | 2                    | 3                    | завершил выступление | завершил выступление | завершил выступление | 12             |
| ски-кросс    | Роберт Винклер     | 1:10,09      | 11 Q         | 6          | 1 Q        | 3                    | DNF                  | завершил выступление | завершил выступление | завершил выступление | 14             |
| ски-кросс    | Адам Каппахер      | 1:10,17      | 16 Q         | 1          | 2 Q        | 1                    | DNF                  | завершил выступление | завершил выступление | завершил выступление | 16             |
| ски-кросс    | Кристоф Варштёттер | 1:09,79      | 6 Q          | 6          | DNF        | завершил выступление | завершил выступление | завершил выступление | завершил выступление | завершил выступление | 17             |

Женщины
Могул и акробатика
| Соревнование | Спортсмены       | Квалификация 1 | Квалификация 1 | Квалификация 2 | Квалификация 2 | Квалификация 2 | Финал 1               | Финал 1               | Финал 2               | Финал 2               | Финал 3               | Финал 3               | Итоговое место |
| Соревнование | Спортсмены       | Очки           | Место          | Очки           | Лучший         | Место          | Очки                  | Место                 | Очки                  | Место                 | Очки                  | Место                 | Итоговое место |
| ------------ | ---------------- | -------------- | -------------- | -------------- | -------------- | -------------- | --------------------- | --------------------- | --------------------- | --------------------- | --------------------- | --------------------- | -------------- |
| могул        | Мелани Майлингер | 54,95          | 25             | 57,71          | 57,71          | 13             | завершила выступление | завершила выступление | завершила выступление | завершила выступление | завершила выступление | завершила выступление | 26             |

Парк и пайп
| Соревнование | Спортсмены    | Квалификация | Квалификация | Квалификация | Финал                 | Финал                 | Финал                 | Финал                 | Итоговое место |
| Соревнование | Спортсмены    | 1 заезд      | 2 заезд      | Место        | 1 заезд               | 2 заезд               | 3 заезд               | Место                 | Итоговое место |
| ------------ | ------------- | ------------ | ------------ | ------------ | --------------------- | --------------------- | --------------------- | --------------------- | -------------- |
| хафпайп      | Элизабет Грам | 72,20        | 20,00        | 13           | завершила выступление | завершила выступление | завершила выступление | завершила выступление | 13             |
| слоупстайл   | Лара Вольф    | 10,20        | 66,40        | 16           | завершила выступление | завершила выступление | завершила выступление | завершила выступление | 16             |

Ски-кросс
| Соревнование | Спортсмены      | Квалификация | Квалификация | 1/8 финала | 1/8 финала | Четвертьфинал | Четвертьфинал | Полуфинал             | Полуфинал             | Финал                 | Итоговое место |
| Соревнование | Спортсмены      | Результат    | Место        | Заезд      | Место      | Заезд         | Место         | Заезд                 | Место                 | Место                 | Итоговое место |
| ------------ | --------------- | ------------ | ------------ | ---------- | ---------- | ------------- | ------------- | --------------------- | --------------------- | --------------------- | -------------- |
| ски-кросс    | Катрин Офнер    | 1:14,30      | 7 Q          | 7          | 1 Q        | 4             | 3             | завершила выступление | завершила выступление | завершила выступление | 9              |
| ски-кросс    | Андреа Лимбахер | 1:14,71      | 8 Q          | 2          | 1 Q        | 1             | DNF           | завершила выступление | завершила выступление | завершила выступление | 13             |

### Санный спорт
Квалификация спортсменов для участия в Олимпийских играх осуществлялась на основании рейтинга Кубка мира FIL по состоянию на 1 января 2018 года. По его результатам сборная Австрии стала одной из пяти стран, кому удалось завоевать максимальное количество лицензий.
Мужчины
| Соревнование | Спортсмены               | 1 заезд   | 1 заезд | 2 заезд   | 2 заезд | 3 заезд       | 3 заезд       | 4 заезд       | 4 заезд       | Итоговый результат | Итоговое место | Отставание |
| Соревнование | Спортсмены               | Результат | Место   | Результат | Место   | Результат     | Место         | Результат     | Место         | Итоговый результат | Итоговое место | Отставание |
| ------------ | ------------------------ | --------- | ------- | --------- | ------- | ------------- | ------------- | ------------- | ------------- | ------------------ | -------------- | ---------- |
| одиночки     | Давид Гляйршер           | 47,652    | 1       | 47,83     | 7       | 47,584        | 4             | 47,631        | 4             | 3:10,702           | 1              | +0,000     |
| одиночки     | Вольфганг Киндль         | 47,955    | 11      | 47,858    | 9       | 47,799        | 12            | 47,521        | 2             | 3:11,133           | 9              | +0,431     |
| одиночки     | Райнхард Эггер           | 48,221    | 20      | 47,903    | 11      | 47,963        | 17            | 47,840        | 10            | 3:11.927           | 15             | +1,225     |
| двойки       | Петер Пенц Георг Фишлер  | 45,891    | 2       | 45,894    | 2       | Не проводится | Не проводится | Не проводится | Не проводится | 1:31,785           | 2              | +0,088     |
| двойки       | Томас Штой Лоренц Коллер | 46,172    | 5       | 46,112    | 5       | Не проводится | Не проводится | Не проводится | Не проводится | 1:32,284           | 4              | +0,587     |

Женщины
| Соревнование | Спортсмены     | 1 заезд   | 1 заезд | 2 заезд   | 2 заезд | 3 заезд               | 3 заезд               | 4 заезд               | 4 заезд               | Итоговый результат    | Итоговое место | Отставание |
| Соревнование | Спортсмены     | Результат | Место   | Результат | Место   | Результат             | Место                 | Результат             | Место                 | Итоговый результат    | Итоговое место | Отставание |
| ------------ | -------------- | --------- | ------- | --------- | ------- | --------------------- | --------------------- | --------------------- | --------------------- | --------------------- | -------------- | ---------- |
| одиночки     | Маделайн Эгле  | 46,726    | 14      | 46,646    | 14      | 46,541                | 6                     | 46,696                | 7                     | 3:06,609              | 9              | +1,377     |
| одиночки     | Ханна Прок     | 46,622    | 13      | 46,585    | 13      | 47,743                | 25                    | 46,854                | 12                    | 3:07,804              | 17             | +2,572     |
| одиночки     | Биргит Платцер | 47,318    | 23      | DNF       | —       | завершила выступление | завершила выступление | завершила выступление | завершила выступление | завершила выступление | —              | —          |

Смешанные команды
| Соревнование       | Спортсмены                                             | Женщины   | Женщины | Мужчины   | Мужчины | Двойки    | Двойки | Итоговый результат | Итоговое место | Отставание |
| Соревнование       | Спортсмены                                             | Результат | Место   | Результат | Место   | Результат | Место  | Итоговый результат | Итоговое место | Отставание |
| ------------------ | ------------------------------------------------------ | --------- | ------- | --------- | ------- | --------- | ------ | ------------------ | -------------- | ---------- |
| смешанная эстафета | Маделайн Эгле Давид Гляйршер Петер Пенц / Георг Фишлер | 47,122    | 5       | 48,758    | 3       | 49,108    | 4      | 2:24,988           | 3              | +0,471     |